# Bellefonte (Kentucky)
Bellefonte é uma cidade localizada no estado americano de Kentucky, no Condado de Greenup.

## Demografia
Segundo o censo americano de 2000, a sua população era de 837 habitantes. 
Em 2006, foi estimada uma população de 844, um aumento de 7 (0.8%).

## Geografia
De acordo com o United States Census Bureau tem uma área de 
1,9 km², dos quais 1,9 km² cobertos por terra e 0,0 km² cobertos por água.

## Localidades na vizinhança
O diagrama seguinte representa as localidades num raio de 8 km ao redor de Bellefonte. 